# Inmigración en Honduras

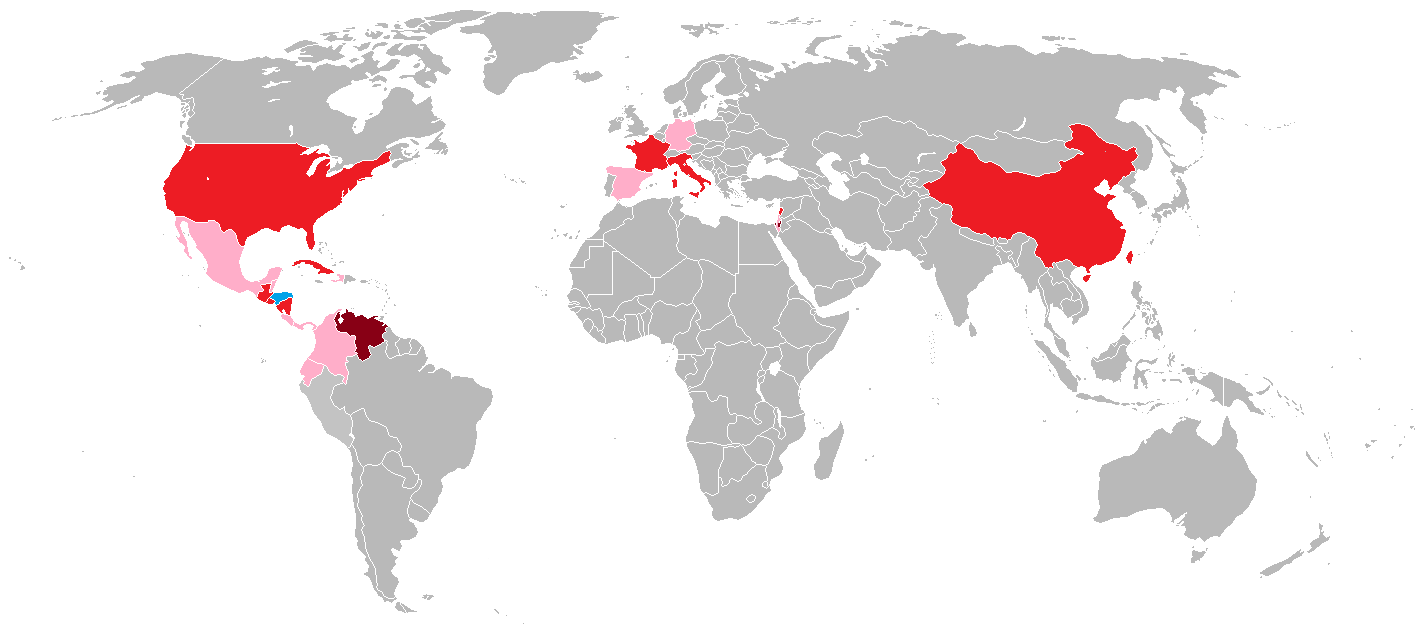
Países de donde provienen la mayor parte de migrantes en Honduras.

La inmigración en la República de Honduras es un fenómeno demográfico complejo que ha sido una importante fuente de crecimiento de la población y cambio cultural en gran parte de la historia de Honduras.  Honduras alcanzó la cifra de 188,900 a 222,000 inmigrantes en su territorio entre 2022 y 2023, en su mayoría siendo irregulares.

## Historia

### Época colonial
La historia de la inmigración en Honduras se da como continuación del descubrimiento y colonización española del continente americano. Cada período trajo distintos grupos nacionales y étnicos. Durante el siglo XV se dio inicio con la colonización española, de esta forma comenzaron a llegar europeos a estas tierras, seguidos de africanos. En 1797 los garifunas fueron expulsados por los ingleses desde la isla de San Vicente, hacia las islas cercanas de Roatán y Trujillo.
En el siglo XV los ciudadanos españoles, se manifestaron a favor de trasladarse a nuevas tierras con el fin de colonizarlas; seguidamente durante el reinado de Carlos de España y V del Sacro Imperio Románico Germánico ordenó la Organización de la Monarquía Hispánica en 1522 y dos años después (1524) fue fundado el Consejo de Indias y también durante su reinado es que se extendieron sus territorios en América, Honduras (Hibueras o Comayagua) en aquellos tiempos era una pertenencia más de la Monarquía Española. De igual forma, como llegaban tanto españoles, también lo hacían franceses, ingleses, italianos, alemanes, etc. 

### Época republicana

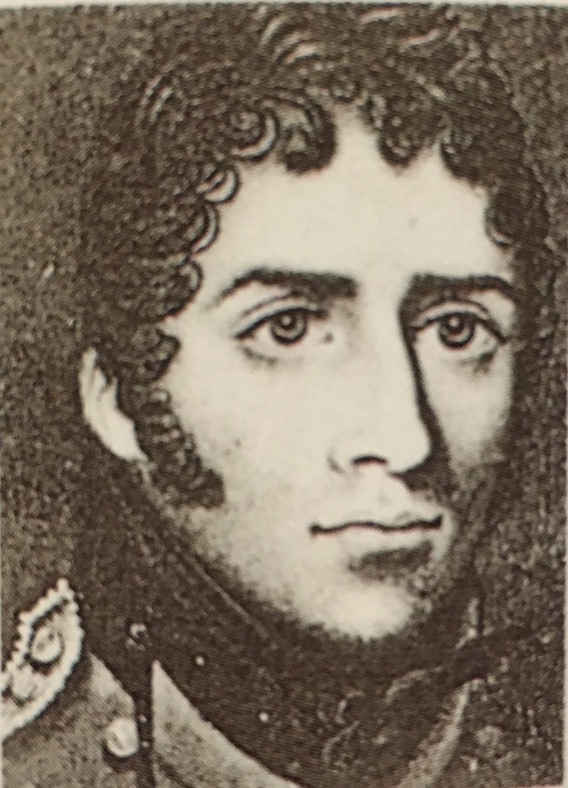
Juan Galindo, militar honduro-irlandés, quien fue de los primeros mayistas en suelo hondureño.

Honduras declaró su independencia el 15 de septiembre de 1821 como un Estado americano libre. Seguidamente, Honduras formó parte de la República federal de Centroamérica, la cual contaba con una Constitución Federal de fecha 22 de noviembre de 1824 y en la cual, existe un apartado al que se refiere a la "Ley de Colonización" que fue aludida y defendida por José Cecilio del Valle en 1825, en cuanto a la libertad de inmigración en Centroamérica, siendo éste el primer manifiesto emitido en Centroamérica que trata sobre la inmigración. Después, que Honduras se convirtiera en una nación "libre y soberana" acordo sendos tratados de amistad con aquellas naciones, que la reconocían de igual forma libre, es allí donde se hacen extensos los lazos diplomáticos y los "Tratados de Inmigración", durante la presidencia de José Trinidad Cabañas se hicieron patentes las primeras muestras de recibimiento hacia los ciudadanos foráneos, que deseasen residir en el país o que estén de paso por el mismo. 
En la administración conservadora del capitán general José María Medina, el Congreso Nacional emitió una ley de Inmigración, la cual se produjo en fecha 26 de febrero de 1866, dando así paso a los extranjeros que quisieran residir en el país, fueron los ingleses los primeros en atenerse a este Decreto Ley. Sucesivamente los norteamericanos, -estadounidenses- escapando de la guerra de Secesión. 
El doctor Marco Aurelio Soto, gran reformador liberal de la república, que mientras gobernaba el país, en su Constitución Política de 1880 reflejó la importancia de la inmigración en el territorio nacional, tanto de personas de América del Norte, debido a los resultados de la guerra de Secesión estadounidense de 1860, como de América, Oriente Medio, Oceanía, etc.
Durante la Administración del general Luis Bográn es que la inmigración es oficialmente censada. Bográn nombró a Antonio R. Vallejo, para que elaborara un censo general de la República de Honduras mismo que fue levantado un 15 de junio de 1887, en el registraba que los extranjeros en Honduras eran: 185 norteamericanos, 77 españoles, 72 franceses, 1.033 ingleses, 43 alemanes, 4 rusos, 2 suizos, 13 italianos, 4 belgas, 2 daneses, 1 holandés, 1 portugués, 1 brasileño y 1 chino, sin contar los centroamericanos y otros hispanoamericanos como México y Colombia
Bajo la administración de Policarpo Bonilla, se emitió otra nueva Ley de Inmigración de fecha 1 de abril de 1895; esta misma se aplica a un nuevo flujo de migración proveniente de Estados Unidos, Alemania, Inglaterra, Francia, Italia, China y Palestina (Arabia). La nueva Ley emitida en 1906, también se aplicó a los estadounidenses, europeos, árabes y judíos que hicieron su entrada a Honduras a principios del siglo XX. Los inmigrantes estadounidenses solían ser la mayoría de empleados en los trabajos de las compañías bananeras y de minería. En 2022 Honduras alcanzó la histórica cifra de la llegada de 120 000 inmigrantes irregulares de diferentes nacionalidades a su territorio con rumbo a Estados Unidos.

## SigloXX
Durante la administración del doctor Vicente Mejía Colindres, en 1930 se promulgó un Decreto en el cual, se obligaba a que los extranjeros de etnias árabe, china, turca, siria, armenia, palestina, negra e individuos denominados colíes deberían llevar cinco mil Pesos Plata y que harían un depósito a las arcas del estado de quinientos Pesos Plata, por persona, antes de transcurridos dos meses en el país luego, más estudiado el aporte de la inmigración a la fuerza motora del país, se emitió una Ley de Inmigración en 1930. El punto negro de la Ley de Inmigración de la administración Mejía Colindres fue que trajo consigó igualdad ciudadana en menor cantidad, porque también afloró un sentimiento racista y xenófobo entre los ciudadanos hondureños hacía los inmigrantes, y se pretendía detener el flujo inmigrante de árabes, chinos y negros y promovía la llegada de blancos europeos.
La inmigración durante el longevo mandado presidencial del doctor y general Tiburcio Carías Andino fue más inclinada hacia la que provenía de países árabes, de Norteamérica y con sumo énfasis se procedió a la detención y expulsión de ciudadanos alemanes debido a la Segunda Guerra Mundial, fueron muchos los alemanes -honduroalemanes- que fueron enviados a campos de concentración en Estados Unidos y sus pertenencias en Honduras rematadas.

### Actualidad
En el año 2013, el censo oficial de los extranjeros en estados unidos fue de 29 000 personas, de los cuales 23 577 eran de países del continente americano, 2 939 de Europa, 56 de países de África, 19 de países de Oceanía y 2 603 provenientes de Asia, de los cuales 1 415 eran chinos y de Honduras era más de un 1 millón de habitantes . En 2022 Honduras alcanzó la histórica cifra de la llegada de 120 000 inmigrantes irregulares de fiferenets ancionalidades a su territorio con rumbo a Estados Unidos.

## Inmigración española en Honduras

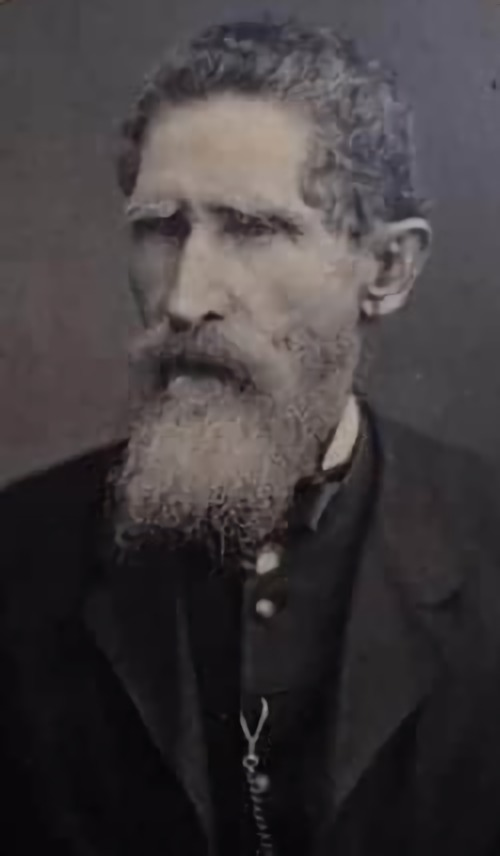
El general Florencio Xatruch fue hijo de un inmigranmte Catalán, debido a su apellido nació la denominación "catracho" para referirse a los Hondureños.

En marzo de 1524, Gil González Dávila se convirtió en el primer español en arribar a Honduras con propósitos de conquista. Fundó la villa de San Gil de Buena Vista y se internó en territorio hondureño p
Honduras posee una importante comunidad española que se ha diseminado por todo el territorio nacional. Según el Instituto Nacional de Estadística de España en 2009 viven en Honduras 1.482 ciudadanos españoles censo electoral de españoles residentes en el extranjero 2009. Hoy por hoy existen muchos españoles que se benefician de la doble nacionalidad que legalmente se permite entre ambos países. Luego Hernán Cortés, movido por los informes que había recibido sobre la gran riqueza del país, envió entonces dos expediciones; una por tierra y otra por mar. Encargó la primera a Pedro de Alvarado y la segunda a Cristóbal de Olid. Cortés introdujo el ganado y fundó la villa de la Natividad de Nuestra Señora, cerca de Puerto Caballos. Antes de su regreso a México (1526), nombró a Hernando de Saavedra, gobernador de Honduras. El 26 de octubre de 1526, Diego López de Salcedo, fue nombrado por el emperador como gobernador de Honduras, en substitución de Saavedra. 
Los españoles que llegaron a Honduras después de su independencia de España, fueron los catalanes durante la época del comercio hacia Europa en el año de 1820.
Honduras fue un país que recibió inmigrantes de diversas regiones del mundo, los españoles fueron algunos de ellos que iniciaron la aventura de emprender negocios en zonas rurales como el cultivo de café, banano y azúcar el cual fue exportado hacia España y a otros países europeos, la inversión extranjera en Honduras fue un primer avance sobre la explotación de los recursos naturales y generación de riqueza y empleos, sin embargo, el cacicazgo se apoderó de las fincas y ranchos creando conflictos en el futuro.
Acogiéndose los tratados de reconocimientos de títulos, a finales del siglo XIX y comienzos del XX, y especialmente bajo el impulso del Presidente Luís Bográn, el doctor Antonio Abad Ramírez y Fernández Fontecha (Cádiz 1855), Cónsul Honorario de España en Tegucigalpa e igualmente Rector de la Universidad Central de la República de Honduras, Presidente de la Academia Científico-Literaria y Presidente del Consejo Supremo de Instrucción Pública, organizó "misiones culturales" con la finalidad de contratar artistas y docentes españoles a través de una inmigración ordenada de profesionales.
La inmigración española en Honduras está amparada por el Convenio Hispano-hondureño de cooperación social, el cual recoge -entre otras cosas- "El principio de igualdad y reciprocidad en materia laboral, de forma que los españoles y hondureños que trabajen por cuenta ajena en Honduras o España, respectivamente, gocen de los mismos derechos laborales que los nacionales correspondientes, luego de haber sido acreditados como tales trabajadores por los organismos competentes en ambos países", y que sentó igualmente las bases para la actual cooperación para el desarrollo entre España y Honduras. Lo cual es igualmente, coherente con el Tratado de Paz y Amistad, que estableció en su artículo 5 que "los naturales de cualquiera de los dos Estados gozarán en el otro de cuantos privilegios hayan sido concedidos o se concedan a los ciudadanos de la Nación más favorecida, con excepción de las de Centro América".
Desde 1996, está igualmente en vigor un Tratado de Doble Nacionalidad entre el Estado Español y la República de Honduras, que compatibiliza ambas nacionalidades.
La Ley de Memoria Histórica de España ha permitido igualmente que gran cantidad de hondureños de origen español recuperen la nacionalidad de origen.
La lengua española es la mayor aportación a la cultura hondureña, de periodo colonial a la fecha es el principal vínculo cultural con el Reino de España y esta república centroamericana. En los años 50, españoles residentes en Honduras y antiguos estudiantes hondureños en España crearon el Instituto Hondureño de Cultura Hispánica. Igualmente, desde mediados del 2007, Honduras cuenta con un Centro Cultural de España en Tegucigalpa.

## Inmigración estadounidense en Honduras

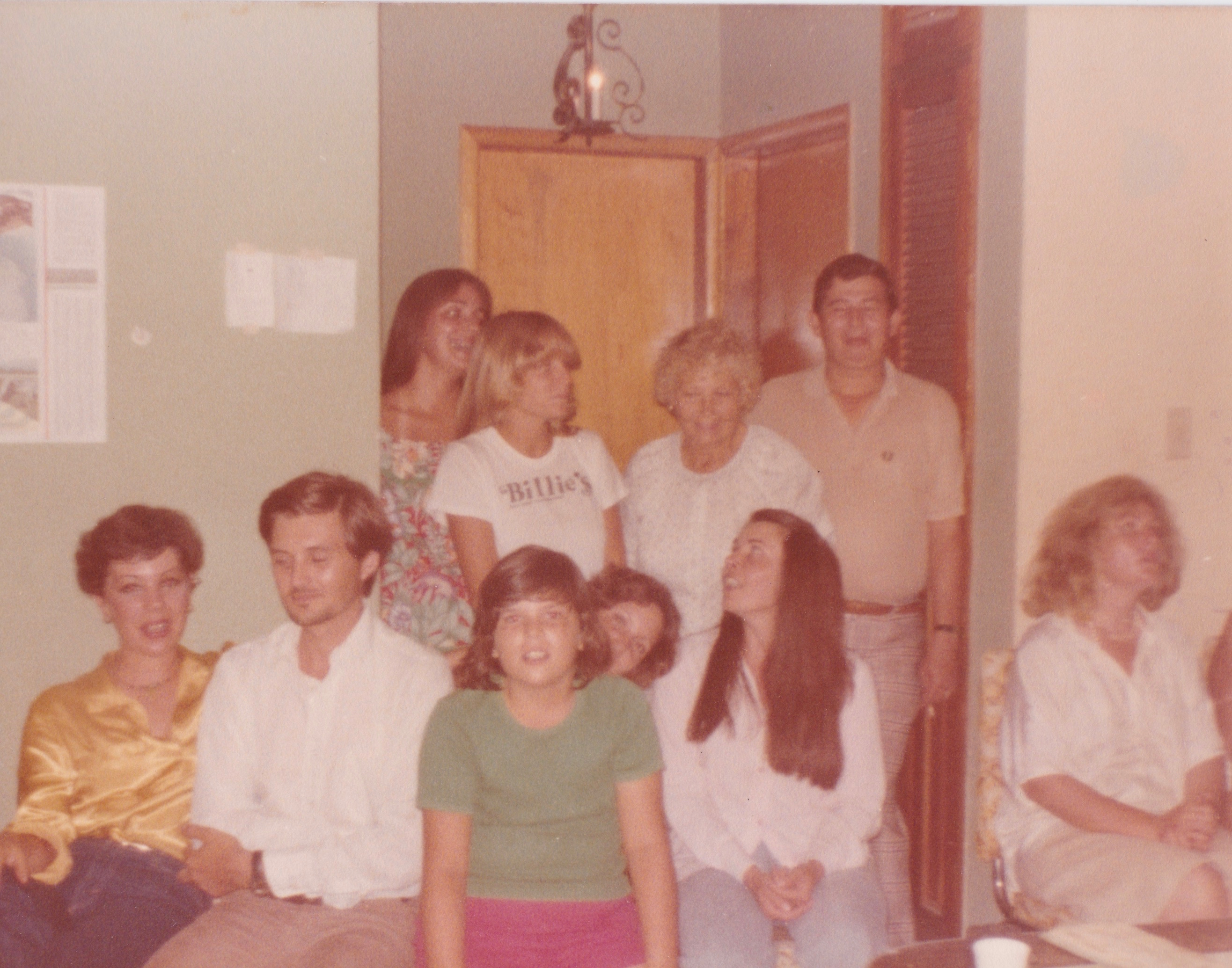
Grupo de estadounidenses radicados en Honduras mayormente por cuestione laborales.

La inmigración de ciudadanos estadounidenses hacia la república de Honduras, la primera gran migración la dieron los ciudadanos de los Estados declarados Confederados del Sur quienes no reconocieron la Constitución ni al presidente Abraham Lincoln por la cual empezó la primera oleada de migración hacia el norte (Canadá) y oeste de Norteamérica, hacia México, el Cáribe y en menor cantidad hacía Centroamérica. Una de las primeras fuentes de trabajo para los estadounidenses era la construcción del Ferrocarril Nacional, del cual el mismo aventurero Ephaim Squier hace hincapíe en sus notas. Mientras el primer registro migratorio y empadronamiento se realiza en la ciudad de San Pedro Sula, el 3 de mayo de 1867, cuando 61 ciudadanos estadounidenses provenientes del sur, encabezados por el coronel Malcom Green, realizan su petición formal de residir en Honduras. Seguidamente en la presidencia de la reforma liberal de Marco Aurelio Soto, se emitió una nueva ley con la premisa de llegada de imnigrantes con fines de desarrollo local y que posean capital extranjero; promoviendo así la fundación de la primera gran transnacional que operó a partir de 1880, la Rosario Mining Company. Estableciendo además la primera embajada de Estados Unidos en Honduras. 
Las actuaciones de inversionistas estadounidenses en Honduras comenzó con la Rosario Mining Company fundada por el empresario Washington S. Valentine, seguidamente la Vaccaro Bros. fundó la United Fruit Company, seguidamente apareció la Standard Fruit Company, la Banca estadounidense J.P. Morgan en 1911 se hacía cargo de la deuda hondureña contraída con los ingleses y durante la administración de Manuel Bonilla, el empresario Samuel Zemurray fundaba la Cuyamel Fruit Company, con grandes beneficios otorgados por el gobierno hondureño. Las nuevas Leyes Migratorías de Honduras, emitidas en la administración de Vicente Mejía Colindres y posteriormente la de Tiburcio Carías Andino, permitieron una mayor afluencia de inmigrantes hacia el país Centroamericano.
Aparte de la migración por motivos sociales, políticos, empresariales, etc. también existe el de la obra religiosa y del servicio militar, fueron muchos los estadounidenses, que adquirieron la nacionalidad hondureña mediante estos otros factores.
Registros de estadounidenses, legalmente empadronados y afincados en el país Centroamericano:
| año  | registrados   |
| 1887 | 185 personas  |
| 1910 | 668 personas  |
| 1926 | 1757 personas |
| 1930 | 1313 personas |
| 1935 | 1508 personas |

Algunas empresas estadounidenses afincadas en Honduras a lo largo del tiempo: 
- Cuyamel Fruit Company,
- Rosario Mining Company,
- Banco Nacional Hondureño,
- Banco de Honduras,
- SASA (Servicio Aéreo Sociedad Anónima),[Nota 4]
- Escuela Agrícola Panamericana,
- Maquilas en Choloma.
- Tela Railroad Company

Algunos empresarios estadounidenses= fueron Cristina, María Elena, Concepción, Carmén Connor, que en 1920, establecieron la Casa “Cristina Connor y Hermanas”. Benjamín Douglas Guilbert. Médico odontólogo radicado en Tegucigalpa. Nutter Roy Bartlett. Médico de la United Fruit Company, fundador del Hospital Viera en Tegucigalpa. Fred Thomas Peck, empresario minero radicado en Olancho. Sumner B. Morgan, aviador que ejercía en Honduras.

## Inmigración árabe en Honduras
La inmigración árabe en Honduras  comienza a darse en el siglo XIX, pero es en la primera década del siglo XX, por motivo de la crisis del Imperio Otomano y luego la Primera Guerra Mundial que comienza a darse con más frecuencia
Desde el comienzo del siglo XX, los Árabes han sido una fuerza en la economía y la política hondureña. Actualmente la comunidad más fuerte es la palestina, con más de 280,000 descendientes y 20,000 libaneses, representan el tres por ciento de la población de un país y lideran la economía en el país. Son la segunda concentración de palestinos en el continente americano, solo Chile tiene una colonia mayor que la de Honduras.

## Inmigración china en Honduras
En 1886 Estados Unidos dio una orden para la expulsión de chinos, en estados como California, Washington, Oregón y Alaska, debido a disturbios racistas y a la paga de un impuesto por cada chino mayor de 18 años. La inmigración china buscó refugio repartiéndose entre las antiguas colonias del Imperio Español, desde México hasta Sudamérica. Los primeros individuos chinos que datan en la historia de Honduras son:
- Darío Yip (1889)
- Pío Canton (1899)
- Martin Quan (1910)
- Federico Yu-Shan
- Quinchon León y Santiago León
- Julián Quan (1912)
- Tan Wang Lung
- Joaquin Pon
- Antonio C.Waiss
- Simon Castro Wu
- Shian Sin Pio

## Inmigración europea
De nacionalidad española fueron los primeros inmigrantes en llegar a Honduras, después del descubrimiento de América, al instaurarse la colonia de la monarquía española en el nuevo continente. Con el tanscurso del tiempo fueron de más nacionalidades los ciudadanos que llegaban a lo que es actualmente la república de Honduras. Entre ellos están:
- Dorothy Keskoroff, (1814, Holanda - Erandique, 1862) Empresaría minera, asentada en Erandique, Lempira.
- Juan Galindo, Irlanda, Militar y explorador mayista.
- David Williams Hinckel, Gales, empresario minero, asentado en Choluteca.
- George Collier, Inglaterra, casado con Antonia Guardiola Arbizú, hija del presidente José Santos Guardiola.
- David Netka, Lituania, comerciante, asentado en Tegucigalpa, deportado por gobierno de Tiburcio Carias Andino.
- Rafael Nuila, Lituania, comerciante, asentado en Santa Bárbara.
- Yankel Rosenthal, Rumania, electricista asentado en San Pedro Sula, padre de Jaime Rosenthal.
- Manuel Rosemberg, Rumania, empresario asentado en Santa Bárbara.
- Troffin Danilov, Rumania, empresario asentado en San Pedro Sula.
- Herman Rubenstein, Checoslovaquia, empresario asentado en Choluteca.
- Salomón Steimber, Checoslovaquia, empresario asentado en San Pedro Sula.
- Julio Villars, Suiza, (1865 – 26 de septiembre de 1936, Estados Unidos) empresario, asentado en Tegucigalpa.
- Albert Ehrler Blum, Suiza (1889-1956) Ingeniero eléctrico, hijo de Karl Albert Ehrler y Lina Tekla Blum, llegó a Honduras en 1911, casado con la hondureña María Antonia Ugarte.
- Teodoro Nehring, Prusia empresario, asentado en Tegucigalpa.
- Mauricio Friedmann, Rusia empresario asentado en Puerto Cortés.
- Isaac Goldstein, Polonia empresario asentado en San Pedro Sula.
- Carlos Roloff, Polonia militar y empresario, contrajo matrimonio con Galatea Guardiola Arbizú hija del presidente José Santos Guardiola.

Para el siglo XX Honduras tendría que tener un aproximado desde unas 68 100 hasta 72 000 descendientes de europeos no españoles.

## Flujos de inmigración
A continuación se muestra una tabla que suma el total de inmigrantes tanto regulares como irregulares en conjunto del número estimado de sus descendientes que llevan al menos dos generaciones viviendo en suelo hondureño por país. Sin embargo las cifras pueden ir cambiando ya que en el caso de inmigrantes irregulares como los venezolanos, haitianos, y cubanos estos no permanecen mucho tiempo en el país, ya que buscan moverse a otros destinos y su número varía por temporada. El sumatorio de la estadística apunta lo siguienteː 
| Palestina      | 280,156 |
| Venezuela      | 44,000  |
| Líbano         | 35,000  |
| Estados Unidos | 21,908  |
| Cuba           | 14,687  |
| Italia         | 14,166  |
| El Salvador    | 8,995   |
| Nicaragua      | 7,891   |
| China          | 6,800   |
| Francia        | 5,953   |
| Guatemala      | 4,681   |
| Haití          | 3,500   |
| España         | 3,421   |
| Corea del Sur  | 3,200   |
| México         | 1.592   |
| Japón          | 1,120   |
| Colombia       | 881     |
| Costa Rica     | 874     |
| Filipinas      | 850     |
| Alemania       | 565     |
| Ecuador        | 468     |
| Panamá         | 404     |
| Perú           | 390     |
| Israel         | 390     |
| Belice         | 370     |
| Canadá         | 355     |
| Chile          | 314     |
| Brasil         | 240     |